# Pratapgarh (Uttar Pradesh)
Pratapgarh (hindi प्रतापगढ़) – miasto w północnych Indiach w stanie Uttar Pradesh, na Nizinie Hindustańskiej.
Populacja miasta w 2001 roku wynosiła 12 339 mieszkańców.